# 1635 w polityce
Wydarzenia polityczne w 1635 roku.

## Zmarli
- 23 lipca Hans Ulrich von Schaffgotsch, dowódca wojsk habsburskich[1].